# 기아 K8
기아 K8(Kia K8)은 기아가 2021년에 출시한 전륜구동 또는 4륜구동 방식의 준대형 세단이다.

## 3세대 (GL3)

### K8 (2021년4월~2024년8월)
2021년 2월 17일에 외장 디자인 공개 후 3월 23일, 사전계약을 시작했으며 첫날 18,015대를 기록했다. 2021년 4월 8일에는 온라인 런칭 발표회와 함께 정식 출시됐다.
K8은 디자인 철학 '오퍼짓 유나이티드'를 반영해 역동적이면서 우아한 외장 디자인을 선보였다. 전면부는 신규 로고와 범퍼 일체형 라디에이터 그릴 등을 적용해 혁신적인 디자인을 구현했다. 특히 주간주행등과 방향지시등의 기능을 하는 스타 클라우드 라이팅은 차문 잠금 해제 시 10개의 램프를 무작위로 점등시키는 다이내믹 웰컴 라이트 기능을 적용했다. 측면부는 유선형의 캐릭터 라인이 차체 볼륨과 조화를 이뤄 우아하고 역동적인 느낌을 준다. 또한 긴 후드와 짧은 전방 오버행, 트렁크 끝까지 이어지는 2열 뒤 쪽의 루프 라인 등을 통해 역동적인 비율을 구현했다. 후면부는 좌·우 리어램프와 이를 연결해주는 리어램프 클러스터가 적용되었으며, 루프 라인에서 이어지며 강인한 인상을 주는 리어 스포일러, 기아 엠블럼, K8 로고를 간결하게 배치했다. 실내 공간은 1등석 공항 라운지에서 영감을 받아 디자인됐다. 파노라믹 커브드 디스플레이와 12인치 헤드업 디스플레이는 운전자 중심 공간을,  직관적인 디자인의 인포테인먼트/공조 전환 조작계는 혁신적인 이미지를 구현했다. 또한 메리디안 프리미엄 사운드, 내비게이션과 연동된 앰비언트 라이트, 운전석 에르고 모션 시트, 전동 익스텐션 시트, 앞좌석 릴렉션 컴포트 시트, 다기능 센터 암레스트, 고급형 헤드레스트 등 다양한 편의 사양을 적용했다. 또한 V6 3.5 DOHC 가솔린에는 AWD를 옵션으로 했다.
K7 프리미어를 통해 선보인 198마력 직렬 4기통 2.5리터 앳킨슨 사이클 가솔린 직접분사 엔진은 존치됐으나, V6 엔진은 가솔린/LPG 모두 3.5리터로 교체했다. 240마력 V6 3.5리터 DOHC LPG 엔진은 7세대 그랜저 및 스타리아와 공용한다.
2021년 10월에 2세대 K5 LPG 택시가 단종되면서, 기아에서는 유일하게 K8이 세단형 LPG 택시로 남았다. K5 LPG 택시의 자리는 니로 택시, 니로 플러스 택시나 스포티지 2.0 LPG가 대체하고 있으나, K5 LPG 택시의 단종으로 인해 K8 LPG 택시가 그랜저처럼 법인택시로도 일부 이용되기도 했다. 하지만 K8의 부담스러운 가격 때문에, 8세대 쏘나타 DN8C 택시의 재출시 이후 기아에서도 3세대 K5 페이스리프트 모델의 LPG 렌터카형을 택시 사업자들에게도 판매하는 방식으로 LPG 택시를 다시 내놓았다.
광고 모델은 배우 조승우를 발탁했는데, 현대차와 기아차가 전속 모델을 선보인 것은 'K7 프리미어' 이후 2년여 만에 처음이다. 업계에서는 이러한 기아의 행보를 K8이 기아가 사명 변경 후 처음 선보인 차종으로 의미가 큰 만큼, 조승우를 통해 브랜드 이미지 제고에 나선 것으로 보고 있다. 기아 관계자는 조승우의 모델 발탁 배경에 대해 "조씨 역시 영화, 뮤지컬, 드라마 등 다양한 영역에서 선한 역할뿐 아니라 악역 등 다양한 배역을 담당하면서 늘 새로운 모습으로 대중들에게 비추고 있다"며 "자신의 영역을 확장해 나가고 있는 모습이 K8이 추구하는 방향성과 닮아있는 부분이라 판단해 모델로 선정하게 됐다"고 밝혔다.
바로 전 세대 모델인 2세대 K7에 크렐의 카스테레오 유닛이 장착된 것과 달리, K8에는 재규어 랜드로버 등지에 장착되는 메리디안의 카스테레오 유닛이 옵션이다. 택시에는 메리디안 카스테레오 유닛 옵션이 없다.

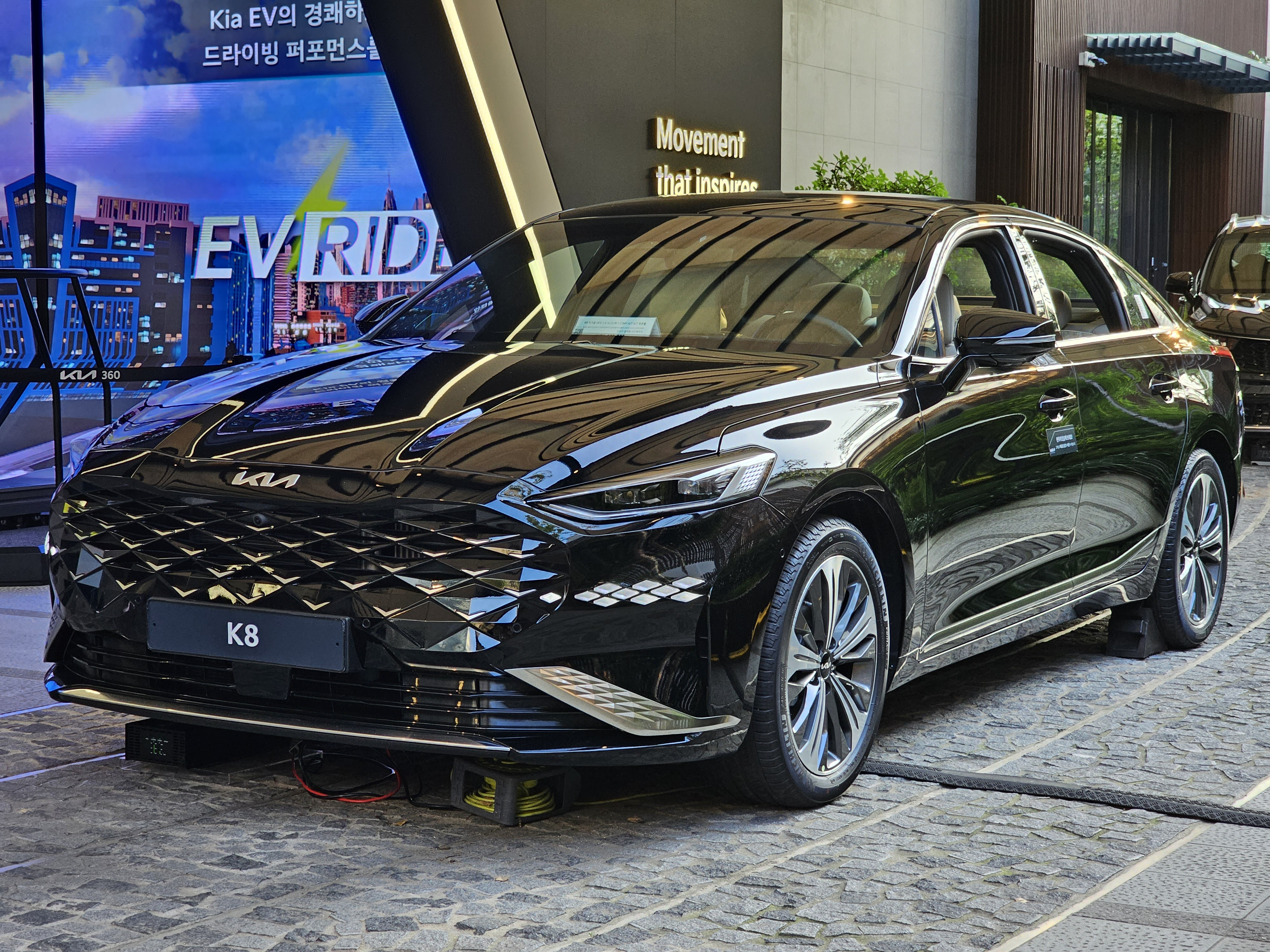
기아 K8 정측면
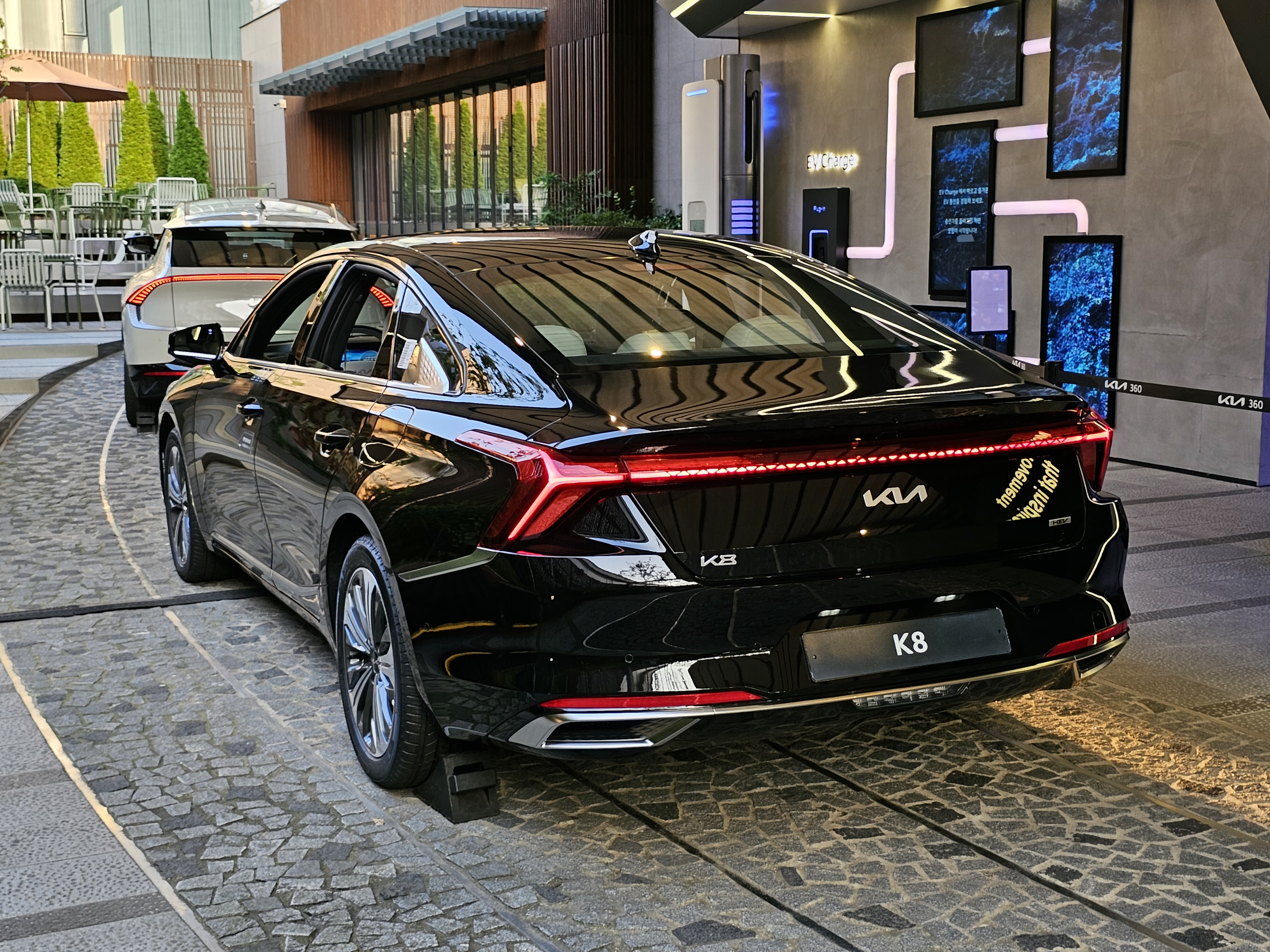
기아 K8 후측면
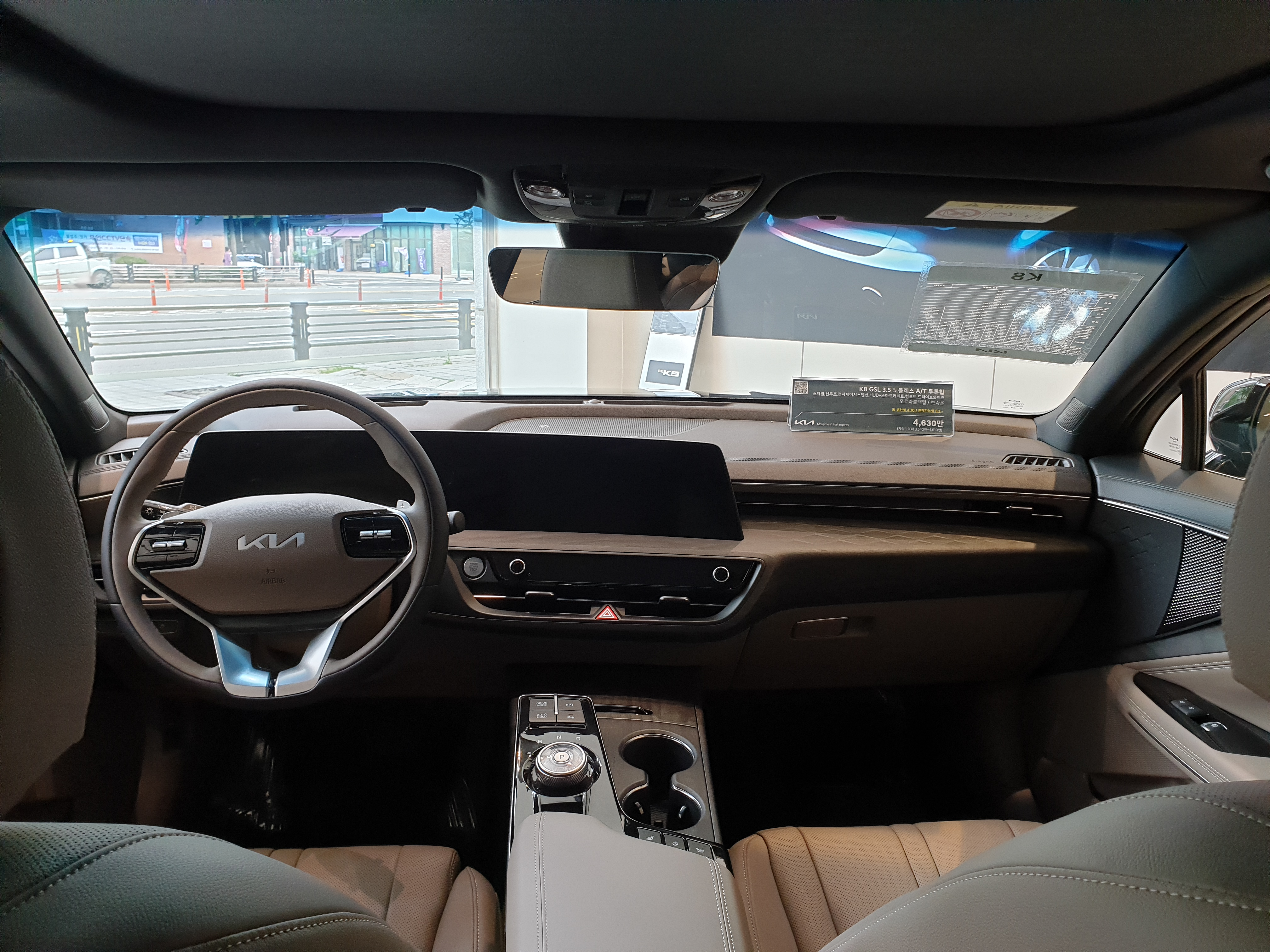
기아 K8 실내

#### 라인업
| 구분 | 2.5 가솔린                        | V6 3.5 가솔린                              | V6 3.5 LPG          |
| ---- | --------------------------------- | ------------------------------------------ | ------------------- |
| K8   | 노블레스 라이트 노블레스 시그니처 | 노블레스 라이트 노블레스 시그니처 플래티넘 | 프레스티지 노블레스 |

#### 제원
| 구분             | 2.5L 가솔린   | 3.5L 가솔린   | 3.5L LPI     |
| ---------------- | ------------- | ------------- | ------------ |
| 전장(mm)         | 5,015         | 5,015         | 5,015        |
| 전폭(mm)         | 1,875         | 1,875         | 1,875        |
| 전고(mm)         | 1,455         | 1,455         | 1,455        |
| 축거(mm)         | 2,895         | 2,895         | 2,895        |
| 배기량(cc)       | 2,497         | 3,470         | 3,470        |
| 최대 출력(ps)    | 198           | 300           | 240          |
| 최대 토크(kgf·m) | 25.3          | 36.6          | 32           |
| 복합 연비(km/L)  | 12.0 (17인치) | 10.6 (18인치) | 8.0 (17인치) |

### K8 하이브리드 (2021년5월~ 현재)
2021년 5월 4일에 K8 하이브리드가 출시됐다. 기존 엔진 모델에서 1.6 터보 하이브리드가 추가됐으며, 기존 K7까지 있었던 세타2 2.4리터 자연흡기 하이브리드를 대체한다. 하이브리드 전용 17인치 전면가공 휠, 후면부 하이브리드 엠블럼, 하이브리드 특화 클러스터 그래픽을 추가하여 하이브리드만의 개성을 갖췄다. 또한, 고속도로 주행 보조 2, 전방 충돌방지 보조, 스마트 크루즈 컨트롤 등 첨단 운전자 보조 시스템을 탑재했다. 

#### 라인업
| 구분          | 1.6 터보 하이브리드               |
| ------------- | --------------------------------- |
| K8 하이브리드 | 노블레스 라이트 노블레스 시그니처 |

#### 제원
| 구분             | 1.6L 터보 하이브리드   |
| ---------------- | ---------------------- |
| 전장(mm)         | 5,015                  |
| 전폭(mm)         | 1,875                  |
| 전고(mm)         | 1,455                  |
| 축거(mm)         | 2,895                  |
| 배기량(cc)       | 1,598                  |
| 최대 출력(ps)    | 180                    |
| 모터최고출력(Kw) | 44.2                   |
| 최대 토크(kgf·m) | 27.0                   |
| 복합 연비(km/L)  | 18.0 (17인치 휠 기준)  |
| 공차중량(Kg)     | 1,630 (17인치 휠 기준) |
| 변속기           | 자동 6단               |

### 더 뉴 K8(2024년8월~ 현재)
2024년 8월 9일에 페이스리프트가 출시됐다. 전면부는 카니발, 쏘렌토, EV9와 동일한 세로형 스타맵 시그니처 라이팅이 적용되며, 후면부는 소소한 변화가 예상된다, 메리디안의 카스테레오 유닛은 존치됐으며, 현대자동차그룹의 최신 인포테인먼트 시스템인 ccNC가 적용된다.

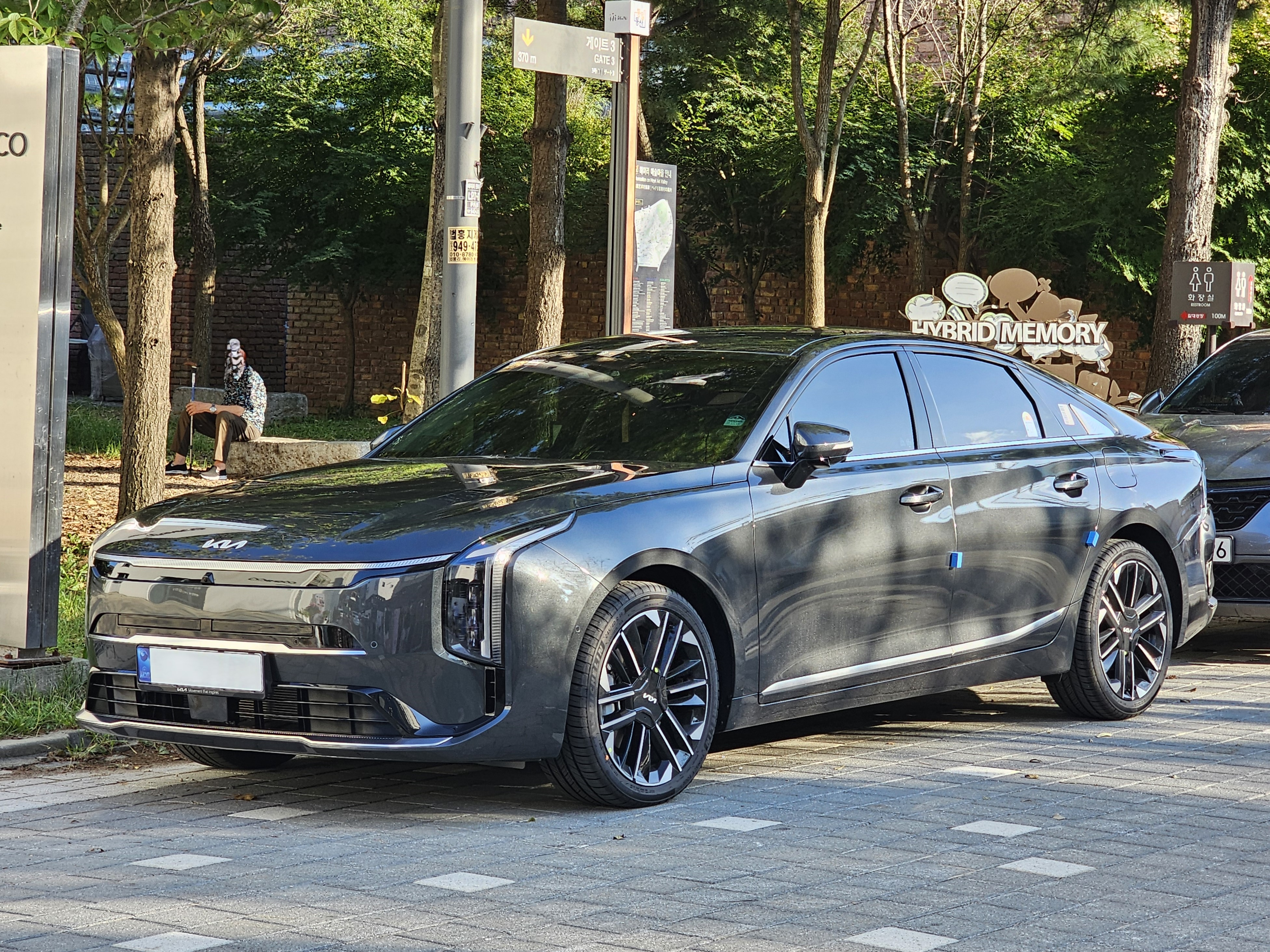
더 뉴 K8 하이브리드 전측면
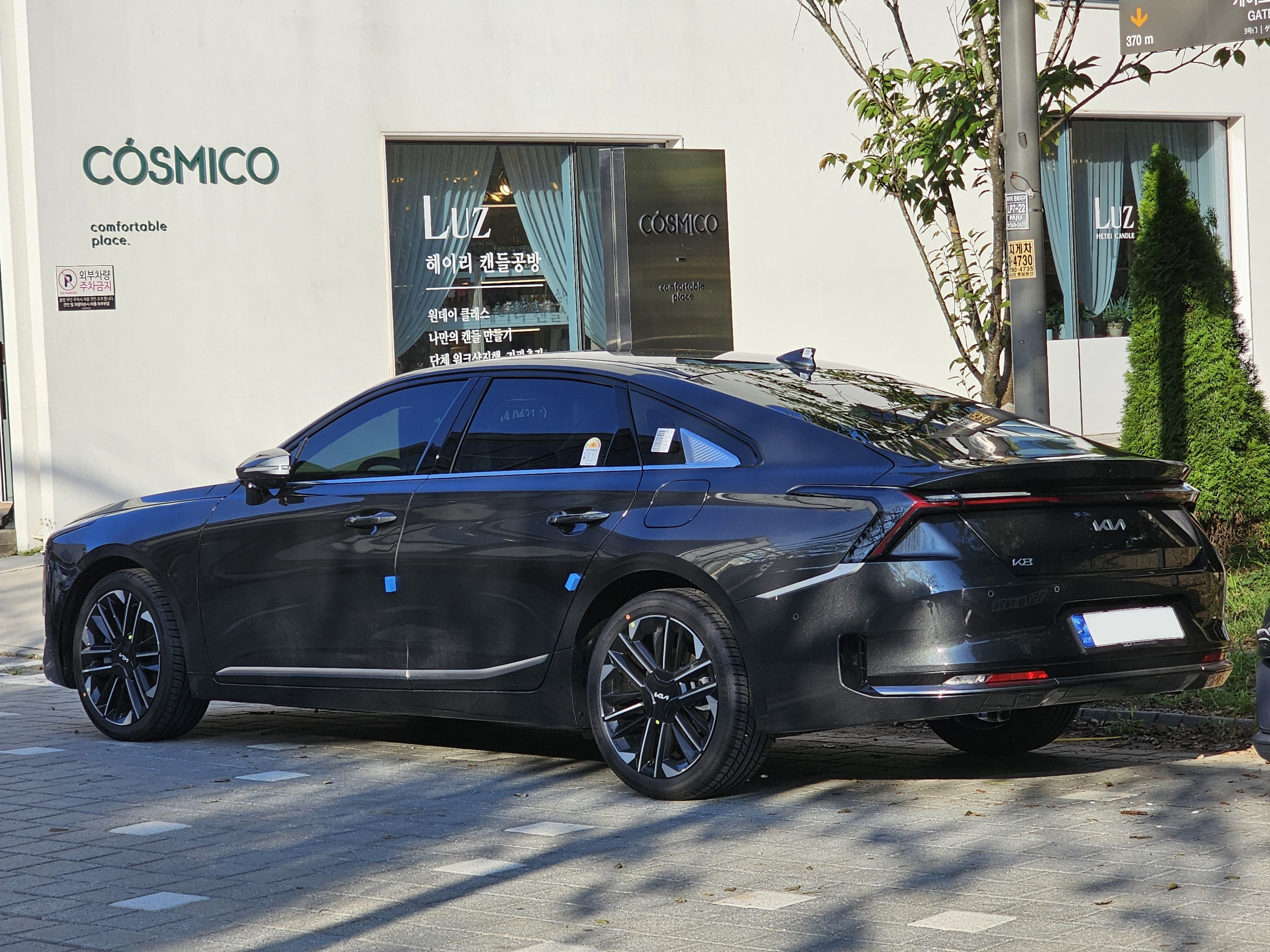
더 뉴 K8 하이브리드 후면
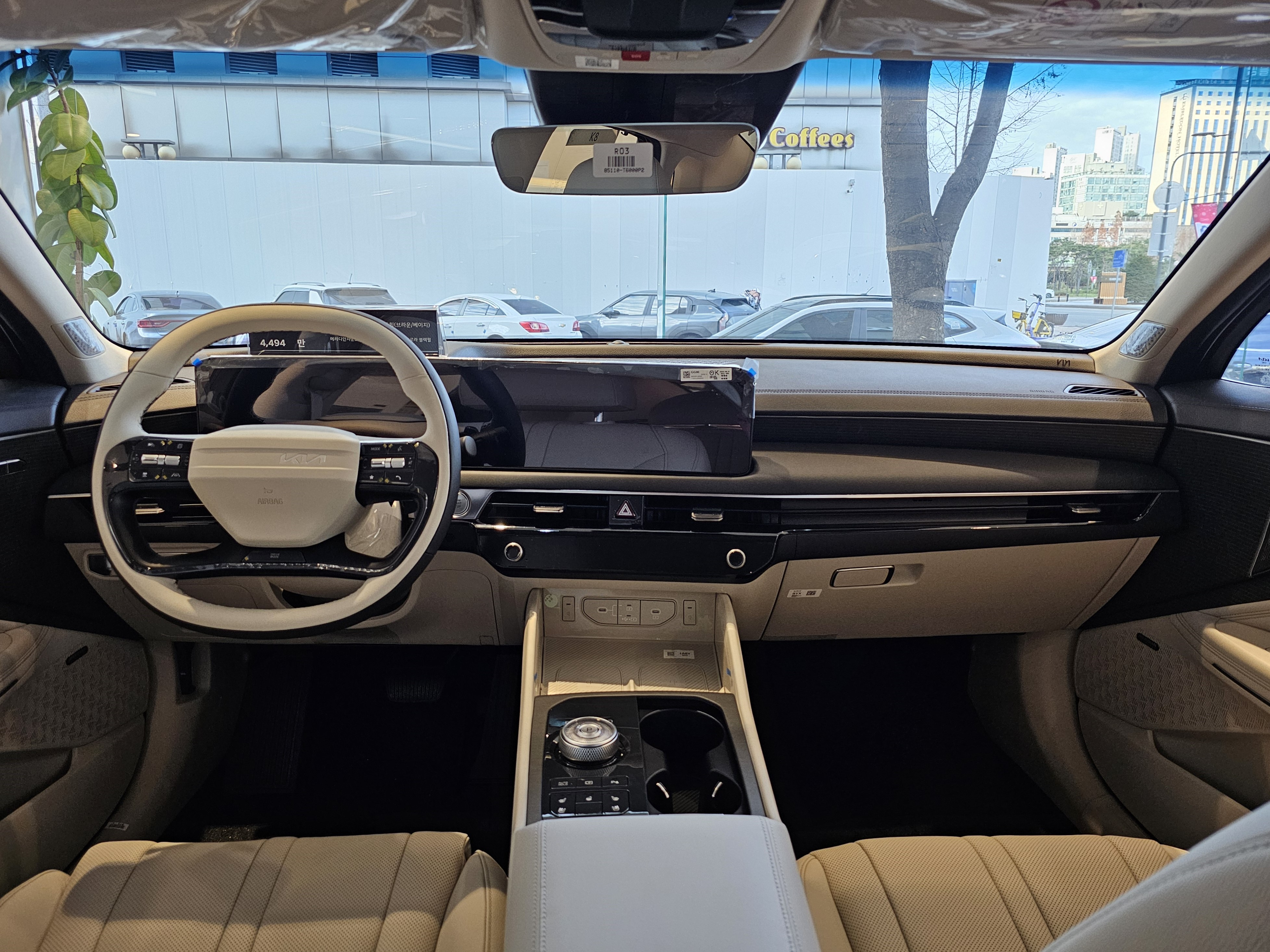
실내

2025년 6월 19일에 연식변경 모델, The 2026 K8이 출시됐다. 신규 트림인 베스트 셀렉션 트림은 노블레스 라이트 트림을 바탕으로 18인치 전면가공 휠, 뒷좌석 이중접합 차음 글라스, 다이내믹 앰비언트 라이트, 스웨이드 헤드라이닝 등을 기본 적용했으며, 서라운드 뷰 모니터, 후측방 모니터, 원격 스마트 주차 보조, 스마트 파워 트렁크, 스마트폰 무선 충전 시스템, 동승석 통풍시트, 오토 디포그 등의 편의 사양과 후방 주차 충돌방지 보조, 측방 주차 거리 경고 등의 안전 기능이 탑재됐다.
시그니처 트림에는 전방 충돌방지 보조, 후측방 충돌방지 보조, 후방 교차 충돌방지 보조, 스마트 크루즈 컨트롤, 내비게이션 기반 스마트 크루즈 컨트롤, 고속도로 주행 보조 2, 빌트인 캠 2, 증강현실 내비게이션, 지문 인증 시스템, 안전 하차 보조, 전자식 차일드락, 후석 승객 알림 등이 기본 탑재됐다.
3.5 LPG 택시 트림에는 18인치 전면가공 휠을 신규 선택사양으로 제공한다.
판매 가격은 2.5 가솔린의 노블레스 라이트 트림 3,679만 원, 베스트 셀렉션 트림 3,813만 원, 노블레스 트림 4,026만 원, 시그니처 트림 4,390만 원, 시그니처 블랙 트림 4,546만 원이며, 3.5 가솔린의 노블레스 라이트 트림 3,987만 원, 베스트 셀렉션 트림 4,096만 원, 노블레스 트림 4,309만 원, 시그니처 트림 4,673만 원, 시그니처 블랙 트림 4,829만 원이다.
1.6 터보 하이브리드 모델은 노블레스 라이트 트림 4,206만 원, 베스트 셀렉션 트림 4,339만 원, 노블레스 트림 4,552만 원, 시그니처 트림 4,917만 원, 시그니처 블랙 트림 5,052만 원이다. (※개별소비세 3.5% 기준, 하이브리드 모델은 친환경차 세제혜택 반영 기준)